# Josep Maria Argimon
Josep Maria Argimon i Pallàs (Barcelona, 1958) es médico, epidemiólogo y político español.

## Biografía
Licenciado en medicina y doctor por la Universidad Autónoma de Barcelona (UAB), con la tesis: Concentraciones de lipidos, lipoproteinas y apolipoproteinas en una poblacion urbana. Impacto de los programas de deteccion de la hipercolesterolemia en la actividad asistencial. Especialista en medicina preventiva y salud pública por el Hospital Universitario de Bellvitge (HUB), diplomado en epidemiología y estadística por la Université Pierre et Marie Curie París VI, máster en atención sanitaria basada en la evidencia por la Universidad de Oxford y máster en epidemiología y planificación sanitaria por la Universidad de Gales.

## Trayectoria
Argimon ha sido consultor internacional en la América Latina para la Unión Europea y la Agencia Alemania de Cooperación. En el Servicio Catalán de Salud (CatSalut) ha desempeñado diferentes cargos. Entre 2004 y 2008 fue jefe de División de Evaluación de Servicios Asistenciales; del 2008 al 2012, gerente de Planificación, Compra y Evaluación. Entre septiembre de 2012 y hasta enero del 2016 fue el director de la Agencia de Calidad y Evaluación Sanitarias de Cataluña (AQuAS). Desde febrero del 2016 ha sido subdirector del CatSalut. De 2018 a 2021 fue el director del Instituto Catalán de la Salud, cargo que desde julio de 2020 compaginó con el de secretario de Salud Pública del Departamento de Salud.

## Consejería de Salud de la Generalidad
Durante su cargo como secretario de Salud Pública de la Generalidad tuvo que afrontar la crisis del Coronavirus como responsable directo de la vacunación en Cataluña, momento en el que se realizó por parte de la Generalidad una vacunación prioritaria a Mozos de Escuadra y policías locales, pero no a la Policía Nacional y la Guardia Civil. Finalmente, y tras varios meses sin vacunar a las policías estatales mientras en el resto de España ya se habían vacunado todos los efectivos, el Tribunal Superior de Justicia de Cataluña ordenó a la Generalidad vacunar a la Policía Nacional y la Guardia Civil de forma inmediata. Argimon calificó dicha orden judicial como "ridícula" y afirmó: "cumpliremos, pero para ello retrasaremos la vacunación de gente de 70 años, ahí lo dejo", afirmación por la que fue muy criticado y acusado de discriminación.
Meses después el Gobierno catalán fue condenado por el Tribunal Superior de Justicia de Cataluña por discriminar en la vacunación a la Policía Nacional y la Guardia Civil respecto a los Mozos y las policías locales, condena que fue posteriormente ratificada por el Tribunal Supremo. Por estos hechos la Fiscalía solicitó al Tribunal Superior de Justicia de Cataluña la investigación de Argimon y del resto de la cúpula del departamento de Salud de Cataluña por presuntos delitos de prevaricación administrativa, contra los derechos de los trabajadores y contra los derechos fundamentales por incitación al odio y a las garantías constitucionales, tras haber discriminado en la vacunación a la Policía Nacional y la Guardia Civil.
En mayo de 2021, tras la investidura de Pere Aragonés como nuevo Presidente de la Generalidad de Cataluña, Argimón fue nombrado nuevo Consejero de Salud de la Generalidad.
En marzo de 2023 el Juzgado de Instrucción número 17 de Barcelona acordó la investigación de Argimon y de su entonces secretario general de la Consejería de Salud Marc Ramentol por los presuntos delitos de prevaricación y contra el derecho de los trabajadores debido al retraso en la vacunación de la Policía Nacional y la Guardia Civil en Cataluña, además de mantener investigados también a otros cuatro altos cargos de la Consejería de Salud por los mismos motivos.